# Knieżyca porzeczkówka
Knieżyca porzeczkówka (Elasmucha ferrugata) – gatunek pluskwiaka z podrzędu różnoskrzydłych i rodziny puklicowatych. Zamieszkuje palearktyczną Eurazję od Półwyspu Iberyjskiego po Koreę i Rosyjski Daleki Wschód. Żeruje na drzewach, krzewach i krzewinkach liściastych.

## Taksonomia
Gatunek ten opisany został po raz pierwszy w 1787 roku przez Johana Christiana Fabriciusa. Jako miejsce typowe wskazano Szwecję. W 1834 roku Carl Wilhelm Hahn umieścił go w nowym rodzaju Clinocoris, jednak owa nazwa rodzajowa okazała się być młodszym homonimem nazwy wprowadzonej w 1829 roku przez Carla Fredrika Falléna. W ważnym rodzaju Elasmucha umieścił go w 1864 roku przez Carl Stål, natomiast w 1909 roku George Willis Kirkaldy wyznaczył go gatunkiem typowym owego rodzaju.

## Morfologia

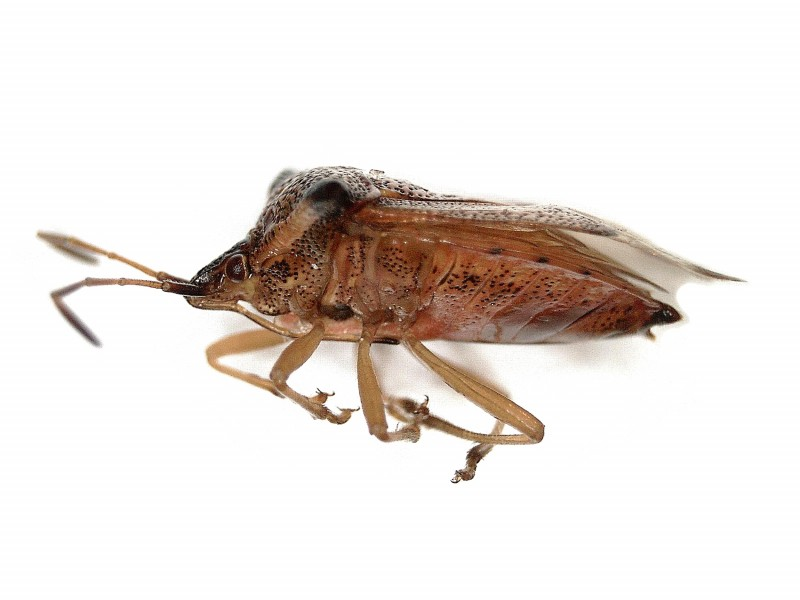
Imago, widok z boku

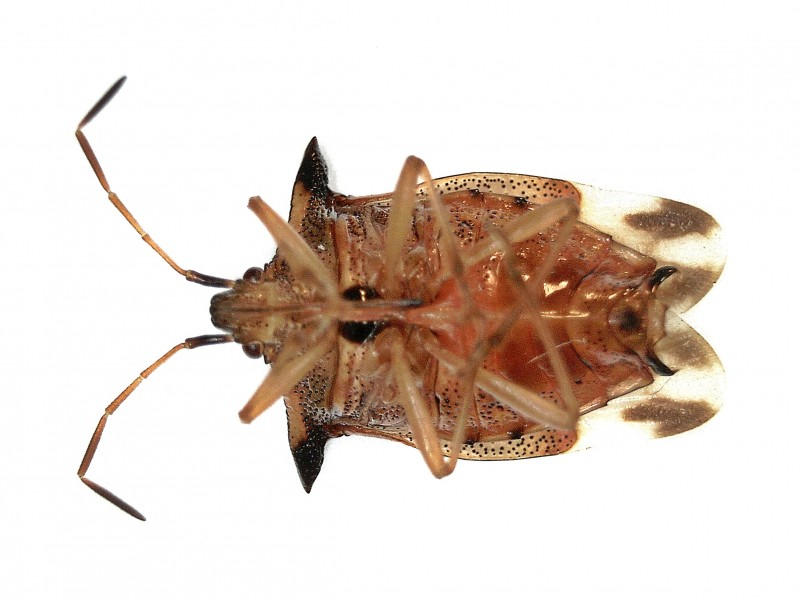
Imago, widok od spodu

Pluskwiak o ciele długości od 6 do 9 mm, ubarwionym żółtobrązowo z odcieniem czerwonorudym o zmiennej intensywności oraz z czarniawymi głową, bocznymi wyrostkami przedplecza i okrągłą plamą pośrodku tarczki. Ponadto wierzch ciała oraz spód odwłoka pokrywają liczne czarne punkty, gęstsze i wyraźniejsze niż u ukrzeńców; niemal pozbawiony punktowania jest jednak wierzchołek tarczki. Kąty tylno-boczne (barkowe) przedplecza są silnie odstające i wydłużone w postaci ostrych wyrostków, co odróżnia ten gatunek od innych środkowoeuropejskich knieżyc. Ujścia gruczołów zapachowych na zapiersiu są krótsze i szersze niż u ukrzeńców, na wierzchołkach zaokrąglone. Odwłok ma listewkę brzeżną zazwyczaj dobrze od góry widoczną, ubarwioną w kontrastowe jasne i ciemne pasy. Kolcowaty wyrostek trzeciego segmentu odwłoka zwykle dochodzi do bioder środkowej pary.

## Ekologia i występowanie

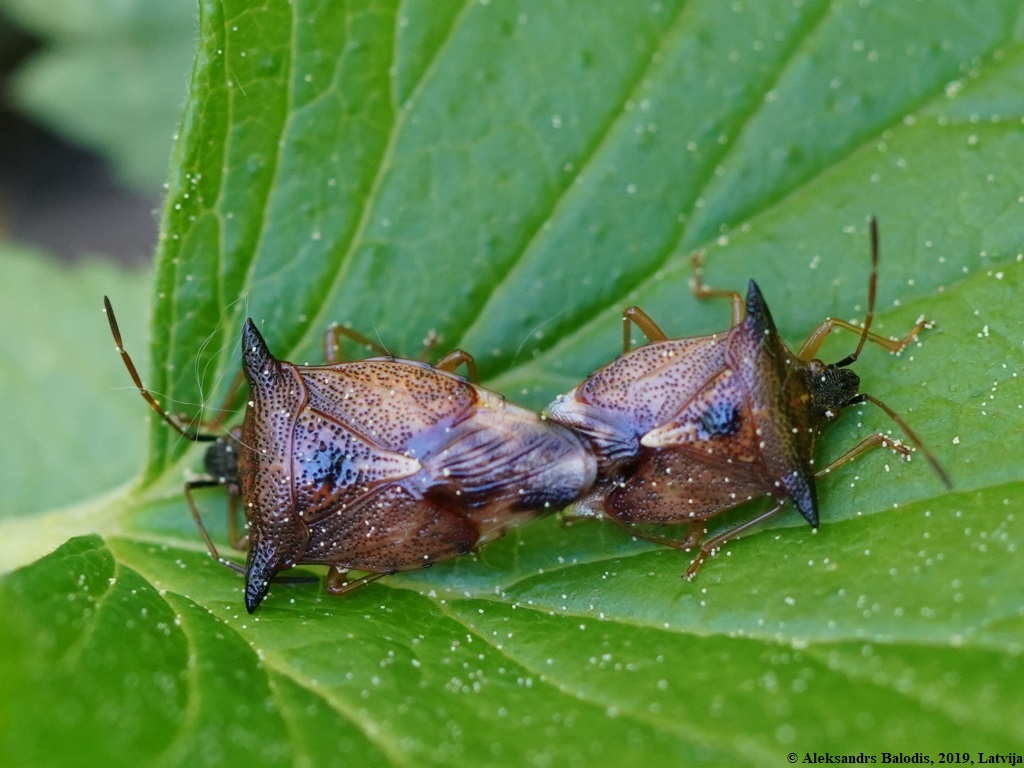
Kopulacja

Owad ten zasiedla lasy, zarośla, parki i ogrody, gdzie bytuje na drzewach i krzewach liściastych i iglastych oraz krzewinkach. Zarówno larwy jak i postacie dorosłe są fitofagami ssącymi, przy czym larwy początkowo ssą liście i młode pędy, natomiast późniejsze stadia i osobniki dorosłe preferują owoce. Do ich roślin pokarmowych należą borówka brusznica, borówka czarna, głogi, jeżyny, malina właściwa, porzeczka agrest, porzeczka czerwona, róże, wiciokrzew pospolity i śliwy.
Postacie dorosłe aktywne są od końca kwietnia lub maja do października i są stadium zimującym. Larwy obserwuje się od czerwca do sierpnia. Samica składa złoże liczące od 33 do 39 jaj. Może także złożyć drugie, a nawet trzecie złoże, m.in. jeśli pierwsze zostanie zniszczone. Samica wykazuje troskę macierzyńską o jaja, a także larwy do II wylinki. Zdarzają się także adopcje opuszczonych złoży jaj samic tego samego gatunku.
Gatunek palearktyczny. W Europie znany jest z Hiszpanii, Wielkiej Brytanii, Francji, Belgii, Holandii, Luksemburga, Niemiec, Szwajcarii, Austrii, Włoch, Danii, Szwecji, Norwegii, Finlandii, Estonii, Łotwy, Litwy, Polski, Czech, Słowacji, Węgier, Białorusi, Ukrainy, Rumunii, Bułgarii, Słowenii, Chorwacji, Bośni i Hercegowiny, Albanii oraz europejskiej części Rosji. W Azji zamieszkuje Kazachstan, Syberię, Rosyjski Daleki Wschód, Mongolię, północne i południowo-zachodnie Chiny i Koreę. 